# Haeduer

Haeduer und verbündete Volksstämme

Die Haeduer oder Häduer waren der größte keltische Stamm in Gallien. Ihr Name ist durch römische Überlieferung (Gentilnamen) verfälscht, die gallische Sprache kennt kein H. Als korrekte Form gilt Aedui, eingedeutscht Aeduer, was sich von gallisch Aidu (‚Feuer‘) herleiten und „die Feurigen“ bedeuten könnte.
Wichtigster Ort war zuerst Bibracte, später das im Jahr 10 v. Chr. gegründete Augustodunum (heute Autun). Weitere Orte waren Cavillonum, Decetia, Noviodunum Haeduorum (das heutige Nevers oder Diou in Frankreich) und Matisco.
Ihr Besiedlungsraum in Zentralgallien dehnte sich über das Gebiet zwischen Saône und Loire bis in den Raum Lyon aus. Benachbarte Stämme waren im Westen die Biturigen, im Norden die Lingonen, Senonen und Karnuten, im Osten die Sequaner und Brannoviken und im Süden einige kleinere Völker, die zur Klientel der Haeduer gehörten.

## Geschichte

### Vorgeschichte
Im 6. Jahrhundert v. Chr. nahmen die Haeduer an einem Feldzug nach Oberitalien teil.
Im Jahr 121 v. Chr. erbaten sie bei den Römern Hilfe gegen die Arverner und Salluvier.

### Gallischer Krieg
Caesar, der in seinem Werk De bello Gallico den Gallischen Krieg beschreibt, misst den Haeduern unter den gallischen Stämmen eine besondere Bedeutung zu, was sich allein an der häufigen Nennung gerade dieses Stammes zeigt: Der Stamm der Haeduer wird innerhalb des De Bello Gallico 120-mal erwähnt, und insgesamt elf Haeduer sind uns namentlich bekannt: Cavarillus, Convictolitavis, Cotus, Diviciacus, Dumnorix, Eporedorix, Liscus, Litaviccus, Surus, Valetiacus, Viridomarus. Beide Zahlen werden innerhalb von Caesars Werk von keinem anderen gallischen Stamm erreicht.
Im Jahr 61 v. Chr. besiegte der Suebe Ariovist in der Schlacht bei Magetobriga eine Allianz von Galliern, die von den Haeduern angeführt wurde, und machte sie tributpflichtig. In der Nähe des Berges Beuvray schlug Caesar im Gallischen Krieg (58–51 v. Chr.) mit haeduerischen Hilfstruppen eine seiner ersten siegreichen Schlachten (siehe Schlacht bei Bibracte). Die Helvetier und die verbündeten Sequaner stellten sich mit ihren Heeren zur Schlacht und unterlagen den Römern.
Nach langem Schwanken und Zögern schlossen sich die Haeduer im Jahr 52 v. Chr. dem Aufstand gegen Caesar an. In Bibracte hielten sie eine Landtagsversammlung ganz Galliens, mit dem Namen Concilium totius Galliae ab; hierbei wurde der Arverner-Fürst Vercingetorix als Oberbefehlshaber der gallischen Stämme bestätigt, was die Haeduer in hohem Maße verärgerte.
Nach der verlustreichen Schlacht um Alesia in den Jahren 52/51 v. Chr. wurden die Völker der Arverner und Haeduer von der Versklavung ausgenommen. Die Arverner fielen politisch nicht mehr ins Gewicht und wurden kaum noch erwähnt. Die Haeduer und die Remer übernahmen wieder die Vorherrschaft in Gallien.

## Sonstiges
Gemäß der Überlieferung wurde Bischof Reverianus von Autun von Papst Felix I. um das Jahr 270 nach Gallien entsandt, um die Haeduer zu christianisieren. Im Jahr 273 erlitt er unter Kaiser Aurelian den Märtyrertod.